# Sepulcrum

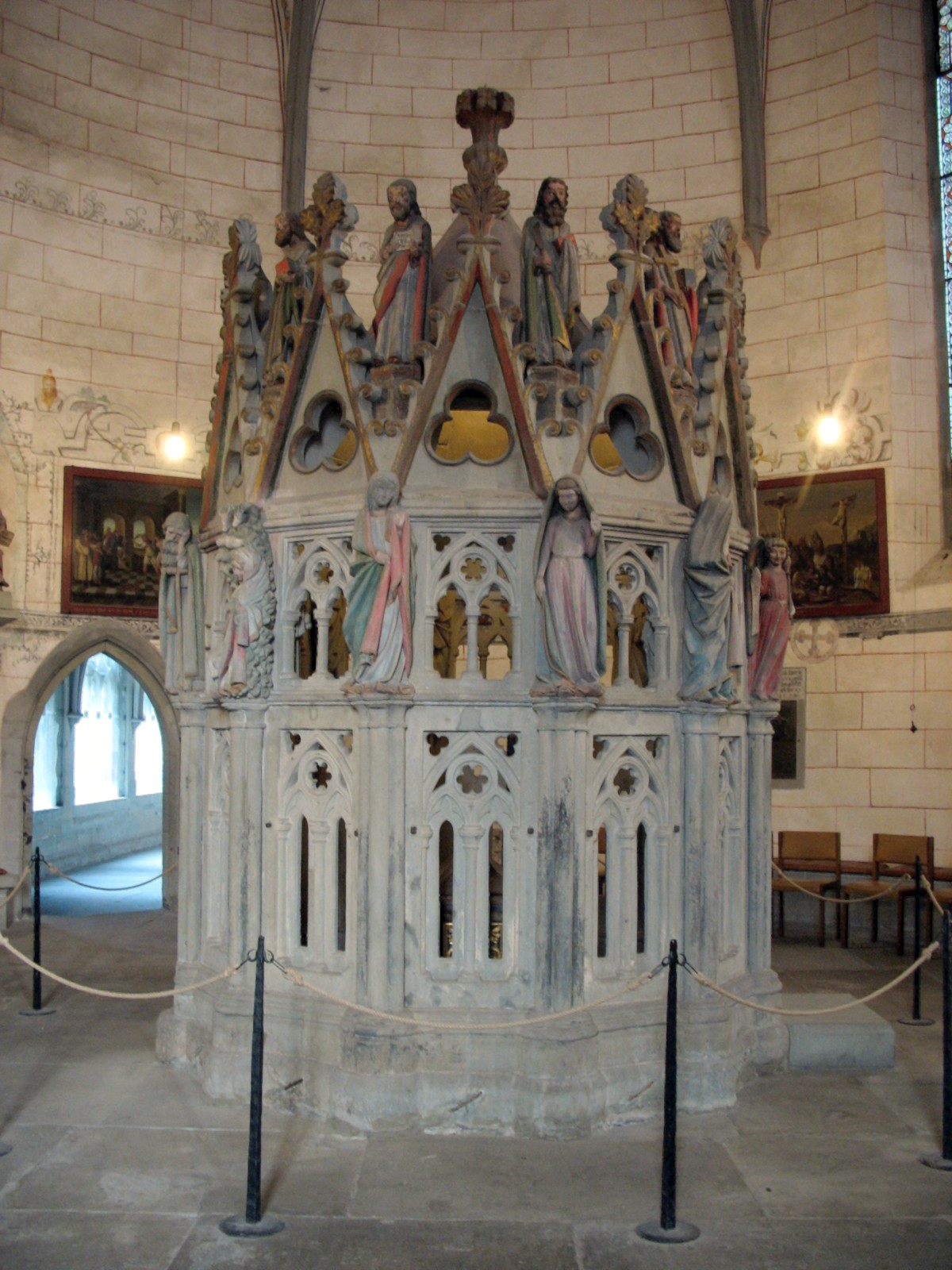
Gotische sepulcrum voor relikwieën van de heilige Mauritius in de kathedraal van Konstanz, Duitsland

Sepulcrum is een uit het Latijn afkomstige aanduiding voor een christelijke begraafplaats, een begrafenis of een grafteken (cenotaaf). Ook worden er wel de inscripties op een grafsteen mee aangeduid. In de voorchristelijke tijd werd het begrip gebruikt ter aanduiding van een lijkverbrandingsplaats.